# Вайсер, Владимир Зельманович
Влади́мир Зе́льманович Ва́йсер (17 июля 1921 — 20 декабря 1943) — командир танка 2-го танкового батальона 111-й Новоград-Волынской танковой бригады 25-го танкового корпуса 60-й армии 1-го Украинского фронта, младший лейтенант.

## Биография
Родился 17 июля 1921 года в городе Проскуров, ныне Хмельницкий (Украина). Еврей. Член ВЛКСМ с 1937 года. В 1939 году окончил среднюю школу и в 1938 году приехал в Днепропетровск.
В 1940 году призван в ряды Красной Армии. Окончил танковые курсы.
В боях Великой Отечественной войны с июня 1941 года. Воевал на Юго-Западном, Донском и 1-м Украинском фронтах. За особое воинское мастерство и мужество, проявленное в боях на Первом Украинском фронте, В. З. Вайсеру присвоили звание младшего лейтенанта и назначили командиром танка Т-34.
При освобождении левобережной Украины в составе 25-го танкового корпуса участвовал в форсировании Днепра.
За успешное выполнение боевых задач его экипажем в битве за Днепр, Вайсер был награждён орденом Отечественной войны 1-й степени.
Прикрывая наступление врага на Киев на железнодорожной станции Чоповичи (Малинского района) на Житомирщине, экипаж Т-34 В. З. Вайсера находился в засаде. 20 декабря 1943 года командир танка Т-34 гвардии младший лейтенант Вайсер, по мнению командира танковой бригады полковника Грановского, «проявил величайшее мужество, героизм и отвагу» в бою против 40 танков типа «тигр» и «пантера» немецкой танковой дивизии СС «Адольф Гитлер». Экипаж В. З. Вайсера поджёг два танка противника, однако ответным огнём была подожжена и их собственная боевая машина. Несмотря на опасность поражения осколками рвавшихся снарядов, В. З. Вайсер выскочил и лично потушил огонь шинелью и снегом. Затем он влез в башню танка, точной стрельбой подбил ещё одну «пантеру» и уничтожил более взвода десантников.
От снарядов нескольких вражеских танков вторично загорелась их машина. Младший лейтенант Вайсер вынес из горящего танка раненых товарищей — механика-водителя и стрелка-радиста. Вместе с оставшимся членом экипажа они оказали товарищам помощь, а снегом, песком и шинелями погасили огонь. Бой продолжался.
Самоходка противника засекла Т-34 Вайсера. В результате обстрела снарядами танк В. З. Вайсера вновь запылал. Был ранен башенный стрелок. Командир танка гвардии младший лейтенант Вайсер убит и сгорел вместе с боевой машиной.
В этом бою Вайсер подбил 4 танка и самоходки противника (по другим данным, 6 немецких танков).
Вечером 20 декабря 1943 года, когда враг был отброшен и бой закончился, в посёлке Чоповичи боевые товарищи похоронили младшего лейтенанта В. З. Вайсера.
Указом Президиума Верховного Совета СССР от 25 августа 1944 года за проявленные мужество и героизм гвардии младшему лейтенанту Вайсеру Владимиру Зельмановичу было присвоено звание Героя Советского Союза (посмертно).

## Награды
- Медаль «Золотая Звезда» Героя Советского Союза (25 августа 1944; посмертно)
- Орден Ленина (25 августа 1944; посмертно)
- Орден Отечественной войны I степени (20 мая 1944)

## Память

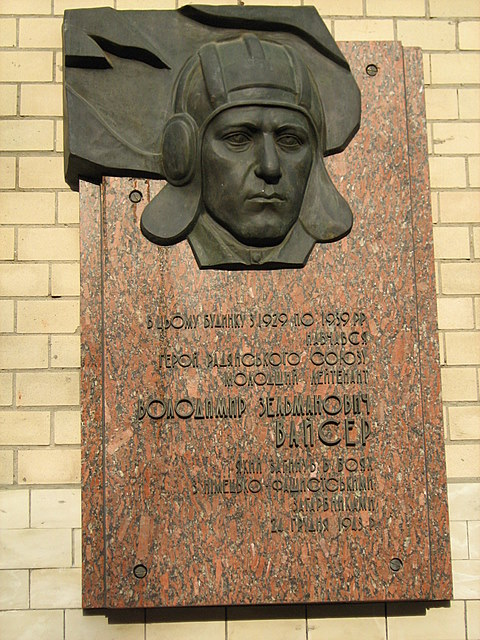
Мемориальная доска в городе Хмельницком на здании школы, в которой в 1929—1939 годах учился В. З. Вайсер

- Бюст В. З. Вайсера установлен на Аллее Героев в городе Малин Житомирской области. Одна из улиц города носит имя Владимира Вайсера.
- В городе Хмельницком именем В. З. Вайсера названа улица и на здании бывшей школы № 10 (ныне Хмельницкий межшкольный учебно-производственный комбинат), в которой учился Герой, 6 мая 1989 года установлена мемориальная доска.
- Именем Героя названа улица в селе Чоповичи Малинского района Житомирской области.
- В Биробиджане в Сквере Победы рядом с Вечным огнем на одном из 23 пилонов увековечено имя Владимира Вайсера, призванного на фронт из Еврейской автономной области. Кроме этого, имя Героя присвоено одной из новых улиц, проложенных в развивающемся микрорайоне города.